# Томс Ривър
Томс Ривър (на английски: Toms River) е град в САЩ, административен център на окръг Оушън, щата Ню Джърси. Населението на града е 93 017 души (по приблизителна оценка от 2017 г.). Намира се на брега на Атлантическия океан, край залива Барнегат.